# Вебер, Карл Кристиан
Карл Кристиан Вебер (нем. Karl Christian Weber; 28 июня 1886, Бексбах — 15 ноября 1970, Санкт-Вендель, Саар) — католический епископ, член монашеского ордена вербистов, первый епископ епархии Линьи.

## Биография
Карл Кристиан Вебер родился 28 июня 1886 года в городе Бексбахе. В 1898 году он был одним из первых студентов, поступивших в новую семинарию, которые основали вербисты в Санкт-Венделе. После окончания обучения он работал в монашеской семинарии святого Архангела Гавриила в австрийском городе Мёдлинг. 7 сентября 1910 года Карл Кристиан Вебер принял вечные монашеские обеты и 29 сентября был рукоположён в священника.
В 1911 году он отправился на миссию в Китай. Во время Первой мировой войны работал санитаром в Циндао. В 1919 году был депортирован китайскими властями из страны. В 1928 году он снова вернулся в Китай, где работал настоятелем в одной из католических церквей епархии Янгу.
После начала Японо-китайской войны в 1937 году Карл Кристиан Вебер был назначен Святым Престолом ординарием апостольского викариата Ичжоуфу (Линьи) и был рукоположён в епископа 16 октября 1938 года в кафедральном соборе Циндао немецким епископом, апостольским викарием апостольского викариата Циндао Георгом Вайгом. 11 апреля 1946 года Святой Престол преобразовал апостольский викарит Ичжоуфу в епархию Линьи и Карл Кристиан Вебер стал первым епископом этой епархии.
После образования Китайской Народной Республики Карл Кристиан Вебер стал подвергаться гонениям со стороны коммунистических властей. В 1951 году он был арестован и два года провёл в заключении. В 1953 году он был выслан из страны. Через Гонконг и Филиппины он вернулся в Германию, где стал жить в монашеском доме вербистов в Санкт-Венделе, откуда управлял своей епархией.
15 ноября 1970 года Карл Кристиан Вебер скончался от инсульта.

## Галерея

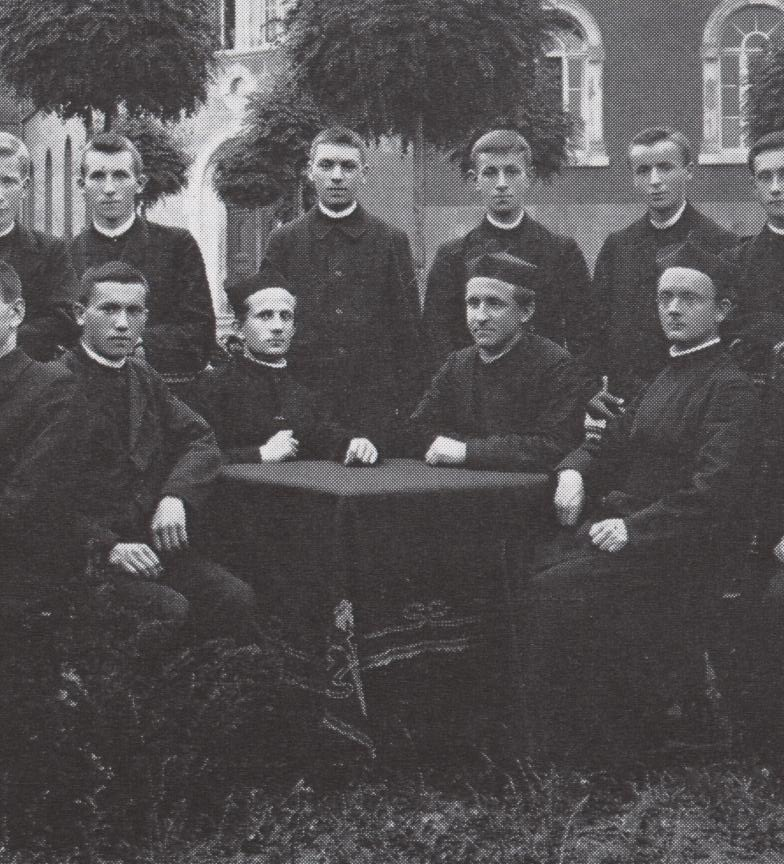
Семинарист Карл Кристиан Вебер (первый сидящий за столом слева), 1904 г.
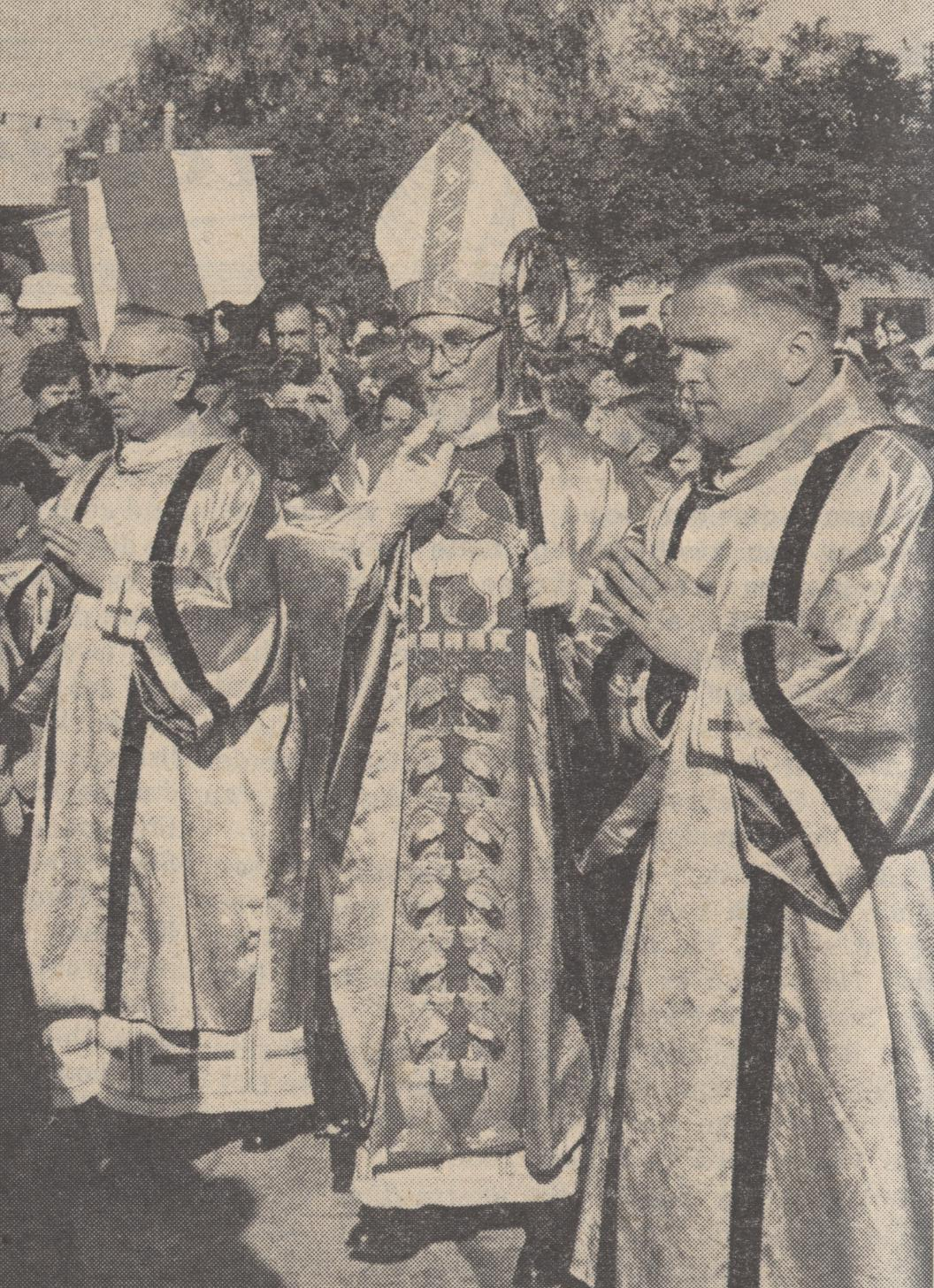
Епископ Карл Кристиан Вебер во время своего юбилея по случаю 50-летия рукоположения, Санкт-Вендель, Германия
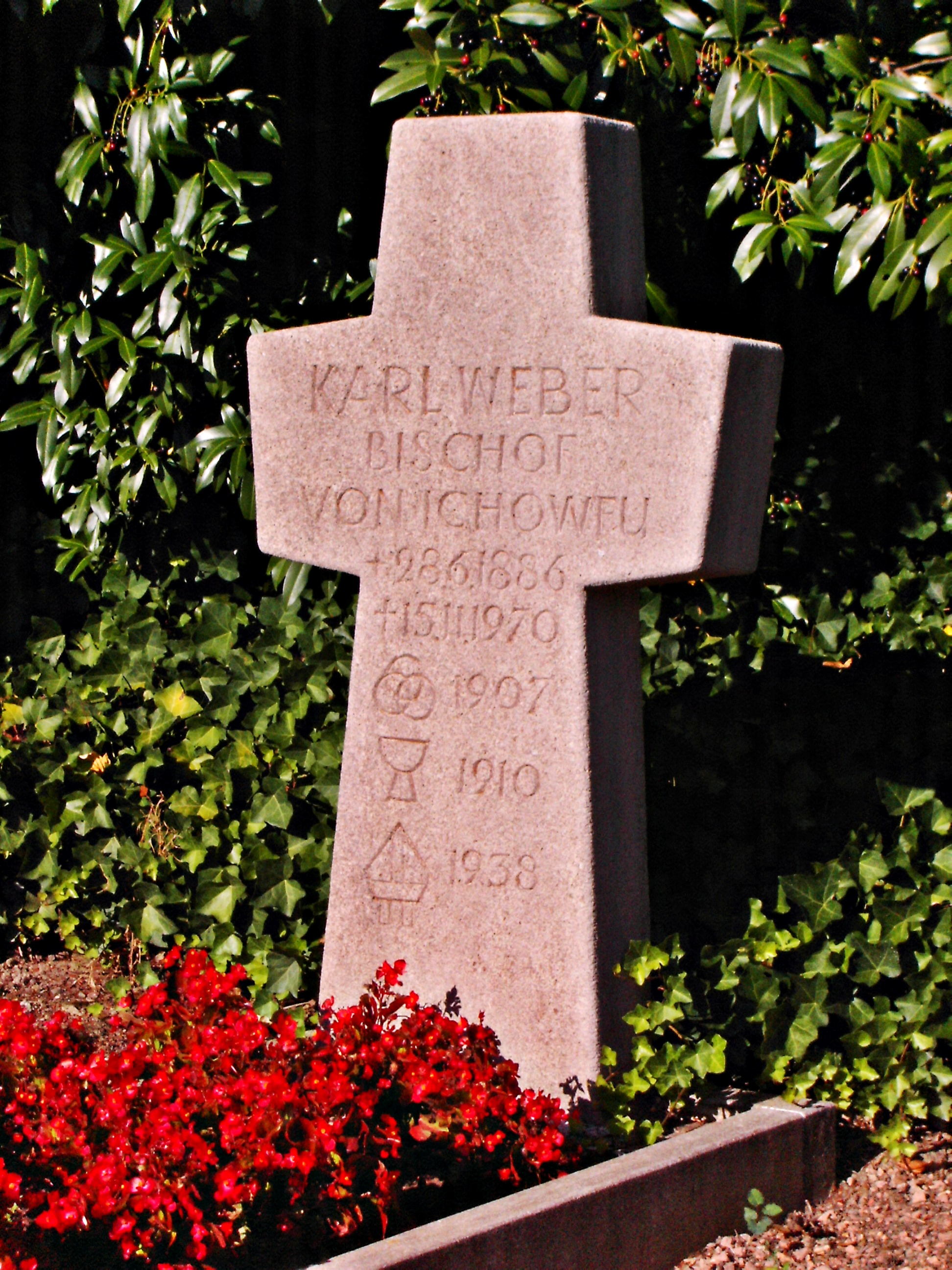
Могила Карла Кристиана Вебера, Санкт-Вендель, Германия